# 2. Liga (Polen) 2005/06
Die 2. Liga 2005/06 war die 58. Spielzeit der zweithöchsten polnischen Fußball-Spielklasse der Herren. Sie begann am 29. Juli 2005 und endete am 10. Juni 2006.

## Modus
Die 18 Mannschaften spielten an insgesamt 34 Spieltagen aufgeteilt in einer Hin- und Rückrunde jeweils zwei Mal gegeneinander. Der Meister und Vizemeister stiegen direkt in die Ekstraklasa auf, während der Drittplatzierte über die Play-offs aufsteigen konnte. Die letzten drei Vereine stiegen direkt in die 3. Liga ab, die Teams von Platz 12 bis 15 spielten in der Relegation gegen den Abstieg.
Absteiger GKS Katowice erhielt keine Lizenz für die 2. Liga und wurde durch Szczakowianka Jaworzno ersetzt.

## Vereine
| Verein                       | Stadt                   |
| ---------------------------- | ----------------------- |
| Jagiellonia Białystok        | Białystok               |
| Podbeskidzie Bielsko-Biała   | Bielsko-Biała           |
| Zawisza Bydgoszcz            | Bydgoszcz               |
| Polonia Bytom                | Bytom                   |
| Ruch Chorzów                 | Chorzów                 |
| HEKO Czermno                 | Czermno                 |
| Lechia Gdańsk                | Gdańsk                  |
| Piast Gliwice                | Gliwice                 |
| Szczakowianka Jaworzno       | Jaworzno                |
| ŁKS Łódź                     | Łódź                    |
| Widzew Łódź                  | Łódź                    |
| Drwęca Nowe Miasto Lubawskie | Nowe Miasto Lubawskie   |
| Świt Nowy Dwór Mazowiecki    | Nowy Dwór Mazowiecki    |
| KSZO Ostrowiec Świętokrzyski | Ostrowiec Świętokrzyski |
| Górnik Polkowice             | Polkowice               |
| Radomiak Radom               | Radom                   |
| Zagłębie Sosnowiec           | Sosnowiec               |
| Śląsk Wrocław                | Wrocław                 |

## Abschlusstabelle
| Pl. | Verein                           | Sp. | S  | U  | N  | Tore    | Diff. | Punkte |
| --- | -------------------------------- | --- | -- | -- | -- | ------- | ----- | ------ |
| 1.  | Widzew Łódź                      | 34  | 18 | 8  | 8  | 053:280 | +25   | 62     |
| 2.  | ŁKS Łódź                         | 34  | 15 | 13 | 6  | 042:210 | +21   | 58     |
| 3.  | Jagiellonia Białystok            | 34  | 15 | 11 | 8  | 048:300 | +18   | 56     |
| 4.  | Śląsk Wrocław (N)                | 34  | 16 | 8  | 10 | 038:350 | +3    | 56     |
| 5.  | Zagłębie Sosnowiec               | 34  | 15 | 9  | 10 | 048:340 | +14   | 54     |
| 6.  | Zawisza Bydgoszcz (N)            | 34  | 13 | 14 | 7  | 038:260 | +12   | 53     |
| 7.  | Ruch Chorzów                     | 34  | 14 | 9  | 11 | 050:360 | +14   | 51     |
| 8.  | Piast Gliwice 1                  | 34  | 15 | 13 | 6  | 044:330 | +11   | 48     |
| 9.  | KSZO Ostrowiec Świętokrzyski     | 34  | 12 | 10 | 12 | 037:410 | −4    | 46     |
| 10. | Lechia Gdańsk (N)                | 34  | 11 | 12 | 11 | 033:390 | −6    | 45     |
| 11. | Górnik Polkowice                 | 34  | 12 | 9  | 13 | 036:370 | −1    | 45     |
| 12. | HEKO Czermno (N)                 | 34  | 10 | 13 | 11 | 040:420 | −2    | 43     |
| 13. | Podbeskidzie Bielsko-Biała       | 34  | 9  | 14 | 11 | 037:380 | −1    | 41     |
| 14. | Radomiak Radom                   | 34  | 8  | 11 | 15 | 039:460 | −7    | 35     |
| 15. | Polonia Bytom (N)                | 34  | 9  | 8  | 17 | 032:510 | −19   | 35     |
| 16. | Świt Nowy Dwór Mazowiecki        | 34  | 7  | 9  | 18 | 027:540 | −27   | 30     |
| 17. | Szczakowianka Jaworzno           | 34  | 7  | 8  | 19 | 028:630 | −35   | 29     |
| 18. | Drwęca Nowe Miasto Lubawskie (N) | 34  | 5  | 11 | 18 | 031:470 | −16   | 26     |

Platzierungskriterien: 1. Punkte – 2. Direkter Vergleich (Punkte, Tordifferenz, geschossene Tore) – 3. Tordifferenz – 4. geschossene Tore

| (A) | Absteiger aus der 1. Liga 2004/05 |
| (N) | Neuaufsteiger aus der 3. Liga     |

## Play-offs
Die Spiele fanden am 15. und 18. Juni 2006 statt.
|                       | Gesamt |             | Hinspiel | Rückspiel |
| --------------------- | ------ | ----------- | -------- | --------- |
| Jagiellonia Białystok | 1:4    | Arka Gdynia | 0:2      | 1:2       |

## Relegation
Die Vereine auf den Plätzen 12 bis 15 spielten gegen einen der vier Gruppenzweiten aus der 3. Liga. Die Spiele fanden am 15. und 18. Juni 2006 statt.
|                   | Gesamt          |                            | Hinspiel | Rückspiel |
| ----------------- | --------------- | -------------------------- | -------- | --------- |
| Stal Stalowa Wola | (a)2:2(a)       | HEKO Czermno               | 1:0      | 1:2       |
| Pelikan Łowicz    | 3:6             | Podbeskidzie Bielsko-Biała | 1:1      | 2:5       |
| Unia Janikowo     | 0:1             | Polonia Bytom              | 0:0      | 0:1       |
| Odra Opole        | 2:2 (4:2 i. E.) | Radomiak Radom             | 1:1      | 1:1 n. V. |